# Лаут, Беньямин
Бе́ньямин Ла́ут (нем. Benjamin Lauth; 4 августа 1981, Хаусхам, ФРГ) — немецкий футболист, нападающий.

## Клубная карьера
Беньямин с 6 лет выступал за детскую команду «SF Fischbachau», пока в 1992 году не переехал в Мюнхен. В молодёжной академии «Мюнхен 1860» он прошёл через все возрастные категории, после чего отправился в дубль команды в 2000 году. Отыграв два года в региональных лигах за дубль, игрок был призван в главную команду.
В последнем туре сезона 2001/02 состоялся дебют Беньямина на профессиональном уровне. Игрок вышел на замену во встрече против «Боруссии» из Мёнхенгладбаха на 87 минуте. В следующем сезоне Лаут провёл 32 встречи, в которых забил 13 мячей. Также мяч забитый, Лаутом в падении через себя, был признан лучшим голом 2002 года в Германии. В сезоне 2003/04 Беньямин стал стабильным игроком основы. 1 ноября 2003 года игрок забил 1000 мяч «Мюнхена 1860» в Бундеслиге. В том сезоне Лаут провёл 28 встреч, в которых отличился 8 раз. Однако он так и не смог помочь команде остаться в Бундеслиге.
После вылета «Мюнхена 1860» из Бундеслиги Лаут отправился в «Гамбург». Но первый сезон у него не задался. В третьем туре он получил травму, после чего выбыл на долгий срок, поэтому в сезоне 2004/05 он провёл всего 10 матчей. Следующие полтора года Лаут провёл блекло, из-за чего отправился в аренду в «Штутгарт» зимой 2007 года.
За время аренды Беньямин сыграл 11 встреч в чемпионате Германии, в которых отличился 1 раз, а также провёл несколько матчей на кубок. В конце того сезона вместе со «Штутгартом», он стал чемпионом Германии и финалистом кубка страны.
По окончании чемпионского сезона Лаут отправился в «Ганновер 96», где также не смог показать своей лучшей игры. Вследствие чего, в 21 встрече он отличился лишь 2 раза.
В сезоне 2008/09 Беньямин вернулся в «Мюнхен 1860», с которым подписал контракт до 2011 года. В первом сезоне за клуб он оказался единственным футболистом, который выступал за «Мюнхен 1860» во всех официальных встречах. В 34 встречах того сезона он отличился 15 раз. Также в том сезоне Лауту было присвоено звание вице-капитана команды. Но поскольку капитан «Мюнхена 1860», Даниэль Бирофка, был травмирован большую часть сезона, то именно Лаут выводил команду на поле с капитанской повязкой.

## Карьера в сборной
16 декабря 2002 года Беньямин впервые провёл матч за сборную Германии. Однако в том благотворительном матче сборной Германии противостояла сборная легионеров Бундеслиги, поэтому та встреча не считается международной.
Свой первый международный матч в составе сборной Германии Лаут провёл 12 февраля 2003 года против команды Испании. Всего за сборную своей страны Лаут провёл 5 встреч, в которых так и не сумел отличиться забитым голом.

## Клубная статистика
| Клуб                   | Сезон                  | Чемпионат | Чемпионат | Кубок | Кубок | Кубок Лиги | Кубок Лиги | Лига Чемпионов | Лига Чемпионов | Кубок УЕФА | Кубок УЕФА | Кубок Интертото | Кубок Интертото | Итого | Итого |
| Клуб                   | Сезон                  | Игры      | Голы      | Игры  | Голы  | Игры       | Голы       | Игры           | Голы           | Игры       | Голы       | Игры            | Голы            | Игры  | Голы  |
| ---------------------- | ---------------------- | --------- | --------- | ----- | ----- | ---------- | ---------- | -------------- | -------------- | ---------- | ---------- | --------------- | --------------- | ----- | ----- |
| Мюнхен 1860            | 2001/02                | 1         | 0         | —     | —     | —          | —          | —              | —              | —          | —          | —               | —               | 1     | 0     |
| Мюнхен 1860            | 2002/03                | 32        | 13        | 4     | 3     | —          | —          | —              | —              | —          | —          | 1               | 0               | 37    | 16    |
| Мюнхен 1860            | 2003/04                | 28        | 9         | 2     | 3     | —          | —          | —              | —              | —          | —          | —               | —               | 30    | 12    |
| Всего за «Мюнхен 1860» | Всего за «Мюнхен 1860» | 61        | 22        | 6     | 6     | 0          | 0          | 0              | 0              | 0          | 0          | 1               | 0               | 68    | 28    |
| Гамбург                | 2004/05                | 10        | 4         | 1     | 0     | —          | —          | —              | —              | —          | —          | —               | —               | 11    | 4     |
| Гамбург                | 2005/06                | 31        | 6         | 3     | 0     | —          | —          | —              | —              | 8          | 2          | 8               | 4               | 50    | 12    |
| Гамбург                | 2006/07                | 6         | 0         | 1     | 0     | 1          | 0          | 4              | 0              | —          | —          | —               | —               | 12    | 0     |
| Всего за «Гамбург»     | Всего за «Гамбург»     | 47        | 10        | 5     | 0     | 1          | 0          | 4              | 0              | 8          | 2          | 8               | 4               | 73    | 16    |
| Штутгарт               | 2006/07                | 11        | 1         | 2     | 0     | —          | —          | —              | —              | —          | —          | —               | —               | 13    | 1     |
| Всего за «Штутгарт»    | Всего за «Штутгарт»    | 11        | 1         | 2     | 0     | 0          | 0          | 0              | 0              | 0          | 0          | 0               | 0               | 13    | 1     |
| Ганновер 96            | 2007/08                | 21        | 0         | 2     | 0     | —          | —          | —              | —              | —          | —          | —               | —               | 23    | 0     |
| Всего за «Ганновер 96» | Всего за «Ганновер 96» | 21        | 0         | 2     | 0     | 0          | 0          | 0              | 0              | 0          | 0          | 0               | 0               | 23    | 0     |
| Мюнхен 1860            | 2008/09                | 34        | 15        | 3     | 1     | —          | —          | —              | —              | —          | —          | —               | —               | 37    | 16    |
| Мюнхен 1860            | 2009/10                | 30        | 6         | 3     | 0     | —          | —          | —              | —              | —          | —          | —               | —               | 33    | 6     |
| Мюнхен 1860            | 2010/11                | 28        | 14        | 2     | 0     | —          | —          | —              | —              | —          | —          | —               | —               | 30    | 14    |
| Всего за «Мюнхен 1860» | Всего за «Мюнхен 1860» | 92        | 35        | 8     | 1     | 0          | 0          | 0              | 0              | 0          | 0          | 0               | 0               | 100   | 36    |
| Всего за карьеру       | Всего за карьеру       | 232       | 68        | 23    | 7     | 1          | 0          | 4              | 0              | 8          | 2          | 9               | 4               | 277   | 81    |

(откорректировано по состоянию на 9 апреля 2011)